# El Nido Airport

i7
i11
i13
Der El Nido Airport (IATA-Code: ENI), lokal auch als „Lio Airport“ bekannt, ist ein privater Flughafen auf der philippinischen Insel Palawan. Betreiber ist die philippinische Fluggesellschaft AirSWIFT, deren Basis hier ist.

## Geschichte
Der Flughafen wurde 1983 von der philippinisch-japanischen Firma Ten Knots Development Corporation als „Lio Airport“ erbaut, um ihre in der Region erbauten Resorts leichter zugänglich zu machen.
Da die Gesellschaft nicht über genügend funktionierende Maschinen verfügte, wurde der Flughafen vom 30. Juni bis 30. Juli 2023 nicht angeflogen. Dies veranlasste den Präsidenten von Rajah Tours Philippines dazu, eine Öffnung des Flughafens für andere Fluggesellschaften zu fordern.

## Lage und Verkehrsanbindung
Der El Nido Airport liegt auf dem Gebiet der Gemeinde El Nido im äußersten Nordosten der Insel Palawan im Südwesten der Philippinen. Der Ort El Nido selbst ist etwa 4 km entfernt; die Anbindung erfolgt über den Taytay-El Nido National Highway, der El Nido mit Taytay verbindet. Der Transfer zwischen Flughafen und Ort wird von Hotelbussen sowie privaten Motorradtaxis durchgeführt.

## Flughafenanlagen
Der Flughafen verfügt über je ein Gebäude für ankommende und abfliegende Passagiere. Die Gebäude stehen sich gegenüber, sind nach außen offen und von einem strohgedeckten Dach bedeckt.

## Verbindungen

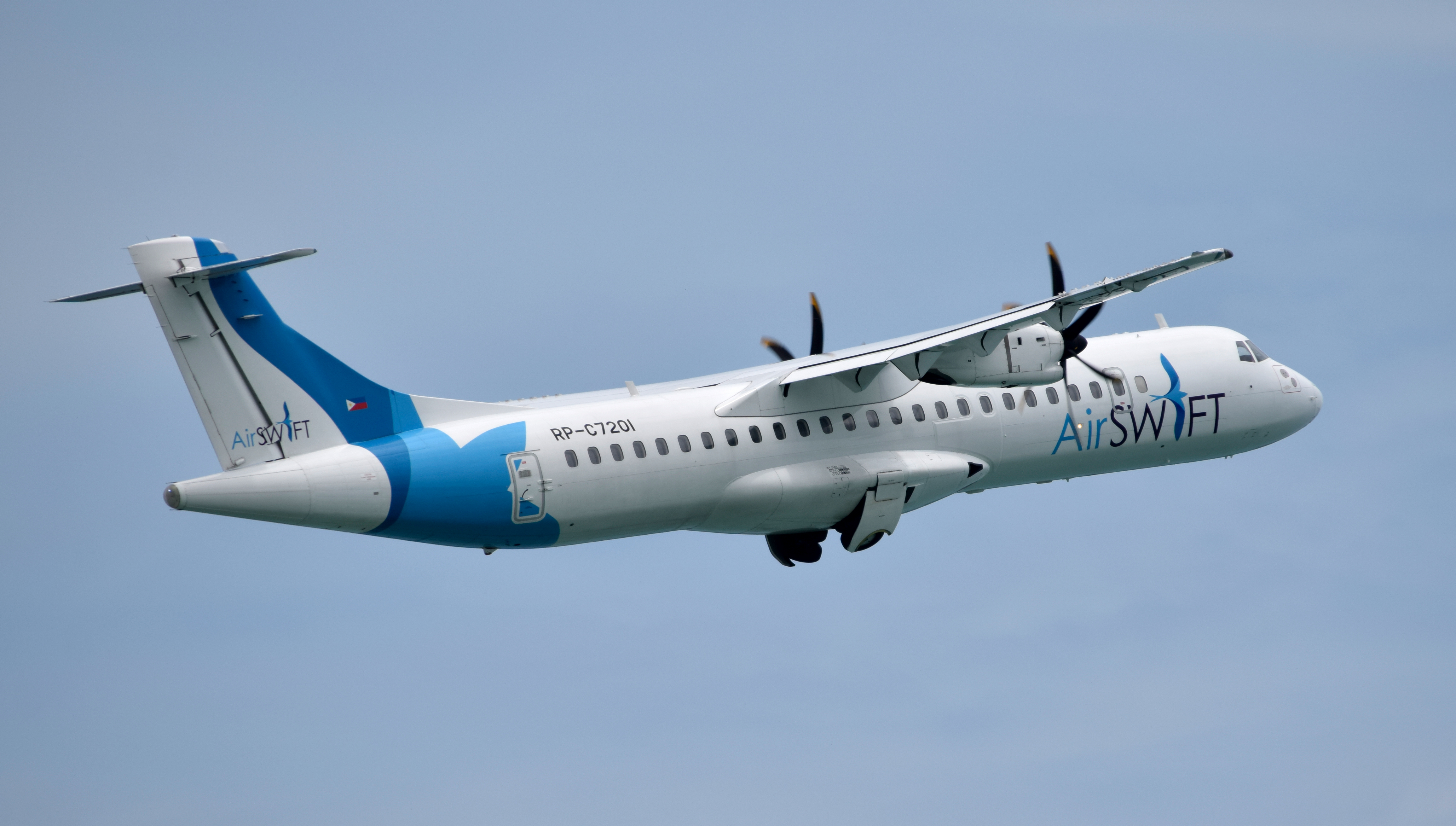
Eine ATR 42 von AirSwift startet von El Nido

Mit Stand vom November 2023 bestehen regelmäßige AirSwift-Verbindungen zu inländischen Zielen. Eine Charterfluggesellschaft nutzt den Flughafen als Basis für Hubschrauberflüge für die philippinische Öl- und Gasindustrie und betreibt auf dem Flughafen zwei Hangars.
Zeitweilig wurde der Flughafen auch von SEAir angeflogen.
230 Kilometer entfernt befindet sich der wesentlich größere staatliche Flughafen Puerto Princesa der Inselhauptstadt Puerto Princesa.